# Herbert Seifert
Pour les articles homonymes, voir Seifert.
Herbert Karl Johannes Seifert (1907-1996) est un mathématicien allemand, connu pour ses travaux en topologie.

## Biographie
Seifert est écolier et collégien à Bautzen puis, à partir de 1926, étudiant à l'université technique de Dresde, où il suit un cours de topologie de William Threlfall (de). C'est le début de sa carrière dans ce domaine et de son amitié durable avec Threlfall. En 1928-1929, il séjourne à l'université de Göttingen, où travaillent des topologues comme Pavel Alexandrov et Heinz Hopf.
Il passe un premier doctorat en 1930 puis, à l'université de Leipzig, un second en 1932, sur les variétés qu'on nomme par la suite les fibrés de Seifert.
Seifert continue de collaborer et publier avec Threlfall.
En 1935, Seifert est affecté à l'université de Heidelberg pour remplacer Heinrich Liebmann (de), professeur juif renvoyé. Pendant la Seconde Guerre mondiale il est volontaire pour un poste de chercheur à l'Institut für Gasdynamik de la Luftwaffe à Brunswick. Après-guerre, Seifert est l'un des rares professeurs allemands en lesquels les Alliés avaient confiance, lors de la dénazification.
En 1948-1949, Seifert est invité par Marston Morse à l'Institute for Advanced Study à Princeton. Le 13 septembre 1949, rentré en Allemagne, il épouse Katharina Korn.
Il prend sa retraite en 1975. Il a dirigé entre autres les thèses d'Albrecht Dold, Dieter Puppe et Horst Schubert.
Seifert est membre de l'Académie des sciences de Heidelberg et de celle de Göttingen. En 1992, il devient membre d'honneur de la Deutsche Mathematiker-Vereinigung.

## Sélection de publications
- « Konstruktion dreidimensionaler geschlossener Räume », Berichte Sächs. Akad. Wiss., 1931 (thèse)
- « Topologie dreidimensionaler gefaserter Räume », Acta Mathematica, 1933 (2e thèse)[2]
- « Verschlingungsinvarianten », Sitzungsber. Preuß. Akad. Wiss., vol. 16, 1933, p. 811-828 (thèse d'habilitation, soutenue en 1934)
- avec W. Threlfall : Lehrbuch der Topologie (en), Teubner, 1934[2]
- avec W. Threlfall : Variationsrechnung im Grossen, Teubner, 1938[3]
- avec W. Threlfall : Topologische Untersuchungen der Diskontinuitätsbereiche endlicher Bewegungsgruppen des dreidimensionalen sphärischen Raumes 1 et 2, Math. Annalen, 1931 et 1933
- « Über das Geschlecht von Knoten », Math. Annalen, 1935 [lire en ligne]
- « Die hypergeometrischen Differentialgleichungen der Gasdynamik », Math. Annalen, 1947/9 [lire en ligne]